# Грибков, Николай Иванович
Никола́й Ива́нович Грибко́в (1908—1989) — подполковник Советской Армии, участник Великой Отечественной войны, Герой Советского Союза (1945).

## Биография
Николай Грибков родился 14 (27) мая 1908 год в городе Елатьма(ныне рабочий поселок городского типа) в семье служащего. Русский. Окончил девять классов школы, работал корреспондентом, а затем заместителем редактора районной газеты «Красный маяк». В ноябре 1941 года Грибков был призван на службу в Рабоче-крестьянскую Красную Армию. Был признан негодным к строевой службе, в составе строительного батальона занимался прокладкой железнодорожных путей. В 1942 году окончил курсы политсостава. С сентября того же года — на фронтах Великой Отечественной войны. В 1943 году окончил курсы усовершенствования командного состава, был назначен командиром роты 459-го стрелкового полка 42-й стрелковой дивизии. Отличился во время Белорусской операции.
23-26 июня 1944 года в ходе наступления на могилёвском направлении рота Грибкова отрезала вражескую пехоту от танков и освободила деревню Жевань Горецкого района Могилёвской области Белорусской ССР, не понеся при этом потерь. Форсировав реку Бася в районе деревни Черневка Шкловского района, батальон, в составе которого находилась рота Грибкова, попал в окружение. Заменив собой выбывшего из строя командира батальона, Грибков организовал круговую оборону и за последующие четырнадцать часов отразил шесть немецких контратак. В ходе подготовки к переправе через Днепр рота Грибкова вместе с сапёрами за два часа навела переправу, способствовав тем самым успешному форсированию реки.
Указом Президиума Верховного Совета СССР от 24 марта 1945 года за «образцовое выполнение боевых заданий командования на фронте борьбы с немецкими захватчиками и проявленные при этом мужество и героизм» старший лейтенант Николай Грибков был удостоен высокого звания Героя Советского Союза с вручением ордена Ленина и медали «Золотая Звезда» за номером 7600.
За время войны Грибков шесть раз был ранен, после последнего ранения в ноябре 1944 года на фронт он не вернулся, почти год лечился в госпитале, перенёс несколько операций. Выписавшись из госпиталя, он продолжил службу в Советской Армии. В 1949 году окончил курсы усовершенствования офицерского состава. В 1961 году в звании подполковника Грибков был уволен в запас. Проживал в посёлке Елатьма Рязанской области. В 1962—1966 годах работал директором Елатомского пищевого комбината. Скончался 25 января 1989 года, похоронен в Елатьме.
Был также награждён орденами Красного Знамени и Отечественной войны 1-й степени, двумя орденами Красной Звезды, а также рядом медалей.